# Cimetière de Pamplemousses
Le cimetière de Pamplemousses est un cimetière catholique situé dans le district de Pamplemousses au nord de l'Île Maurice. Il se trouve à Pamplemousses en face de l'église Saint-François-d'Assise de Pamplemousses (achevée en 1756) et près de l'entrée du fameux jardin botanique de Pamplemousses.

## Histoire et description

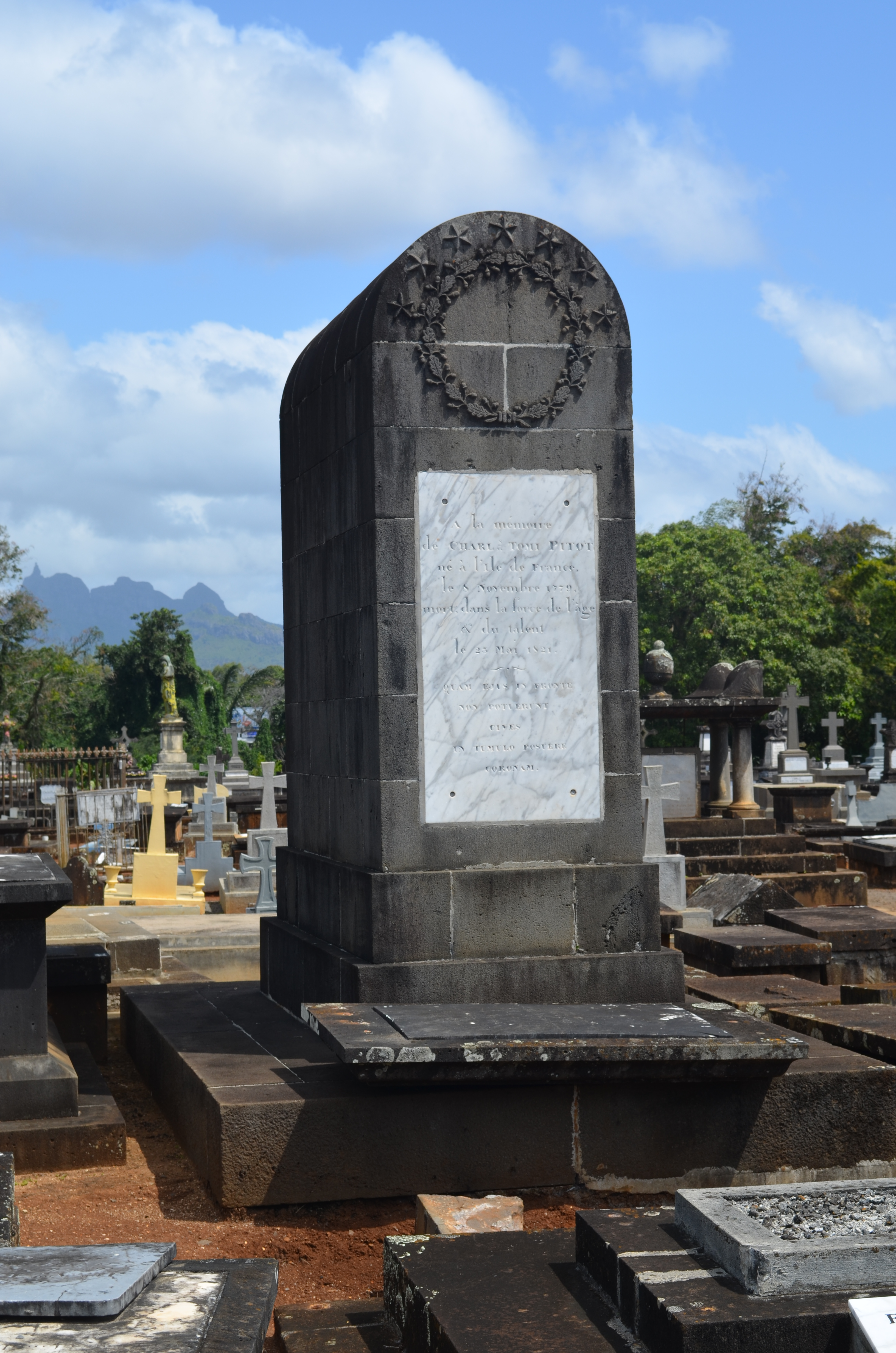
Sépulture de Charles-Thomi Pitot de La Beaujardière (1779-1821).

C'est le cimetière le plus ancien de l'île, car la tombe la plus ancienne, celle du premier curé de la paroisse, date de juillet 1748. On l'appelle aussi le cimetière des Blancs, puisque les familles franco-mauriciennes y ont leur sépulture. On y trouve par exemple la tombe de René Magon de La Villebague (1722-1778), gouverneur de l'île qui a favorisé le développement de l'agriculture et de la canne à sucre à l'île de France (ancien nom de l'île Maurice) et a fait développer son domaine de La Rosalie (acheté en 1759) avec le château de La Villebague qu'il a fait construire, près du village de Pamplemousses, et sa fabrique sucrière.
Parmi les autres tombes remarquables, il y la tombe de Jean-Nicolas Céré qui introduisit nombre de plantes au jardin de Pamplemousses, ou bien le monument funéraire d'Adrien d'Épinay (élevé au frais de la colonie en 1840) de Prosper d'Épinay, la tombe de l'homme de lettres et membre du Conseil colonial, Charles-Thomi Pitot de La Beaujardière (1779-1821) (ami de Matthew Flinders), ou celle de Madame Autard de Bragard, née Émelina Carcenac, chez qui Baudelaire a séjourné à Port-Louis en 1841 et qui lui a inspiré son sonnet À une dame créole.
Le cimetière est protégé par un mur d'enceinte en pierre noire volcanique et des grilles en fer forgé dont on remarque les flambeaux à l'envers, comme de tradition pour les cimetières.

## illustrations

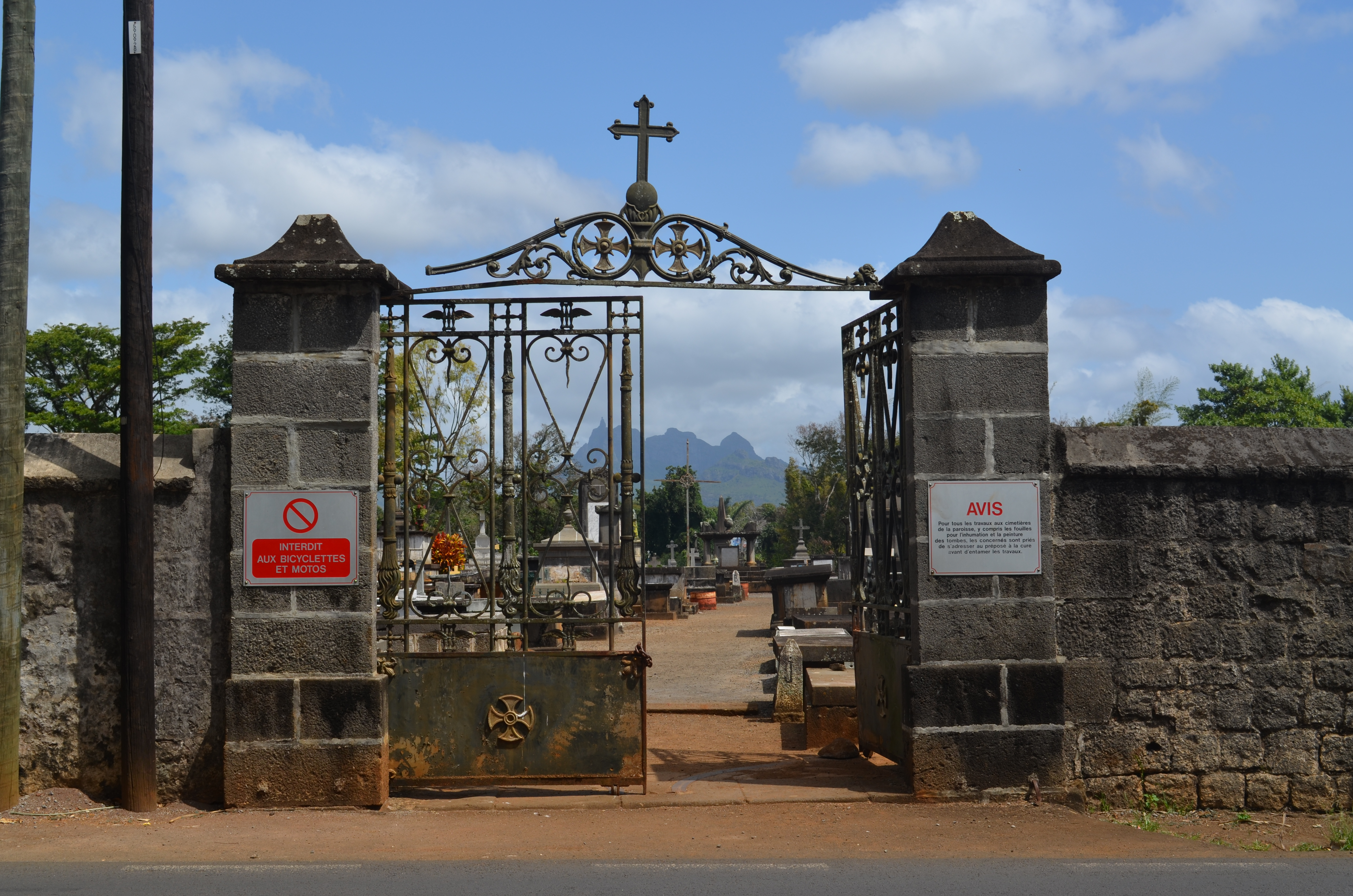
Entrée du cimetière
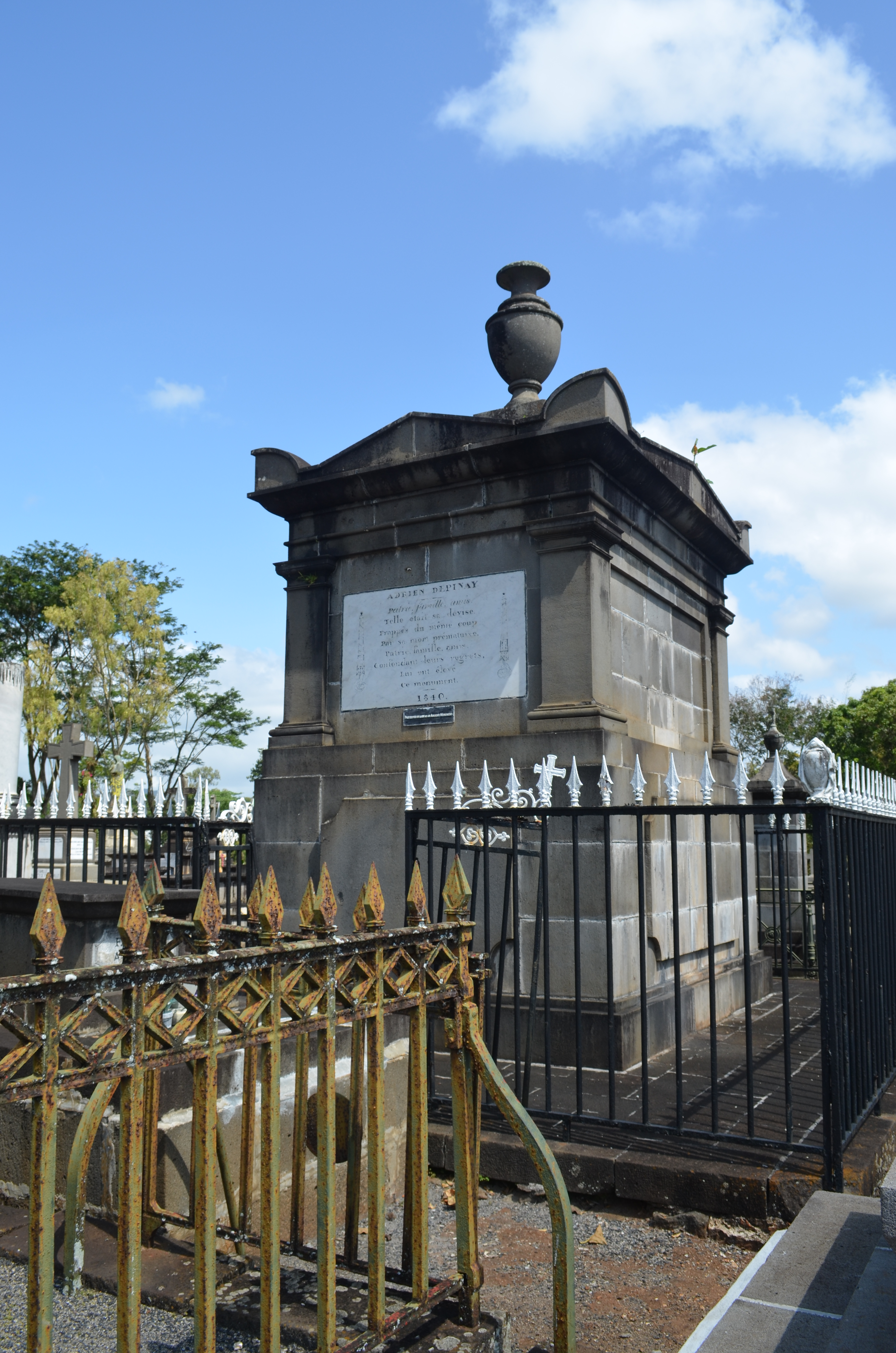
Sépulture d'Adrien d'Épinay
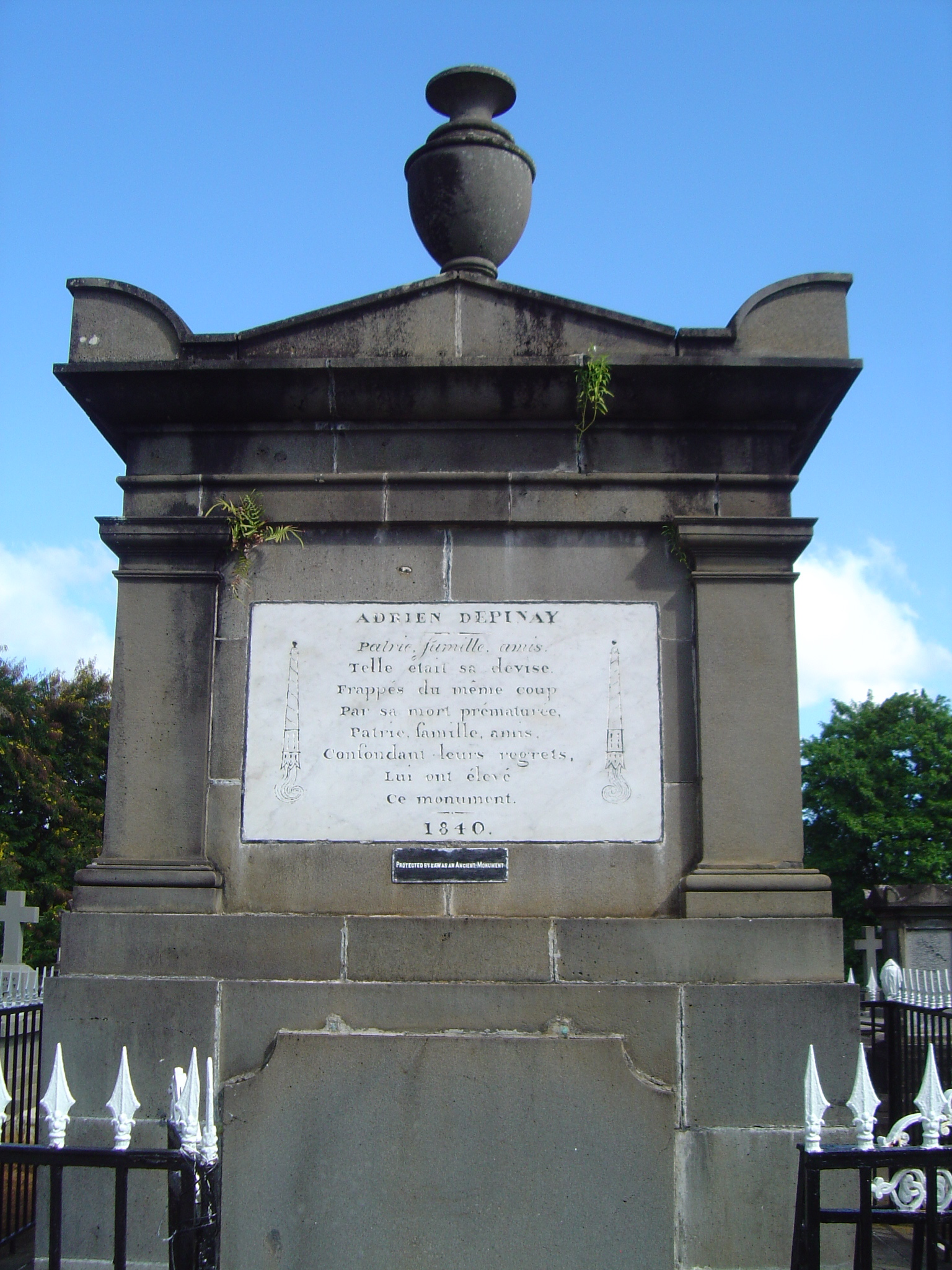
Plaque du monument funéraire d'Adrien d'Épinay
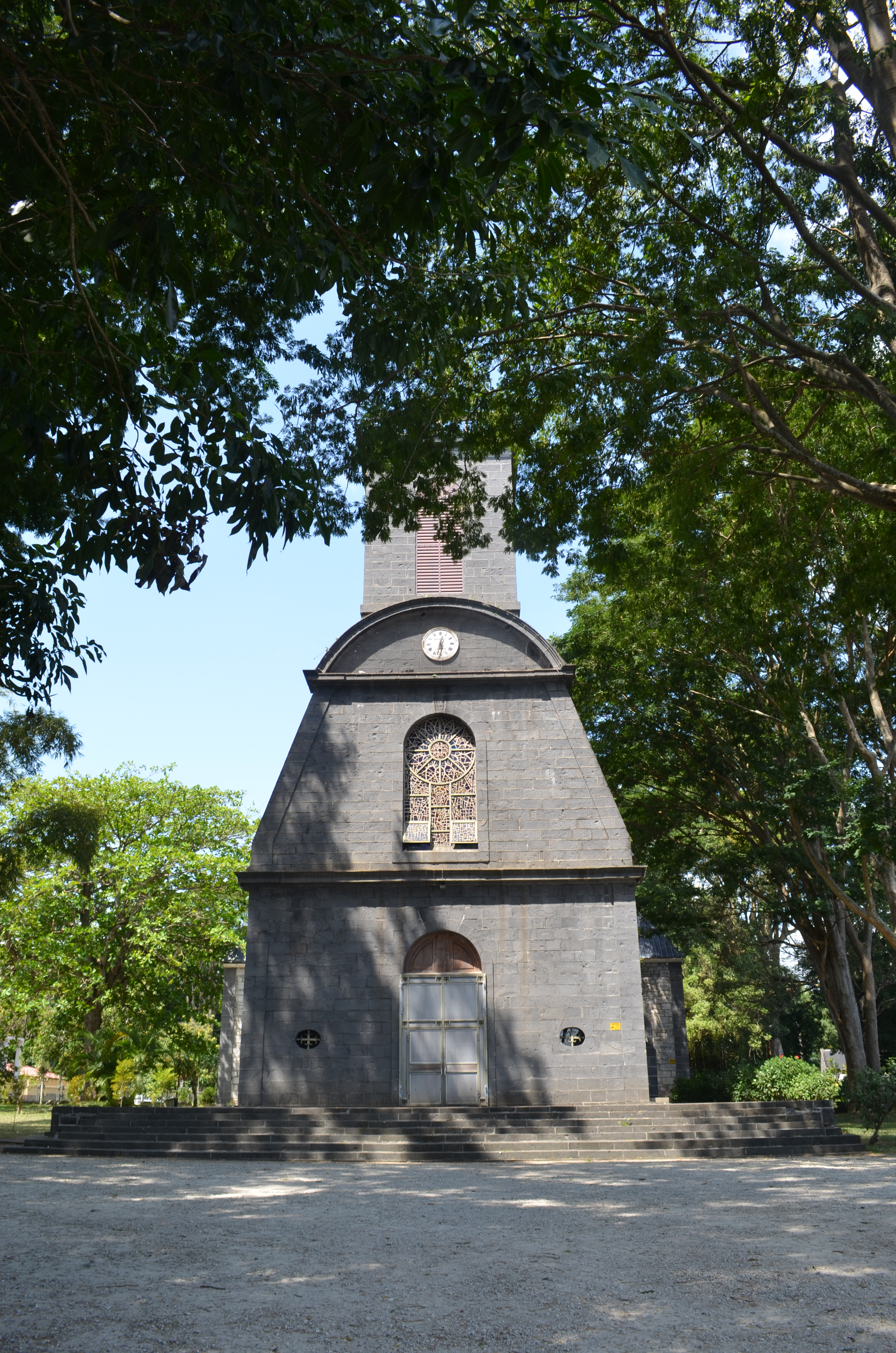
Église Saint-François dont dépend le cimetière
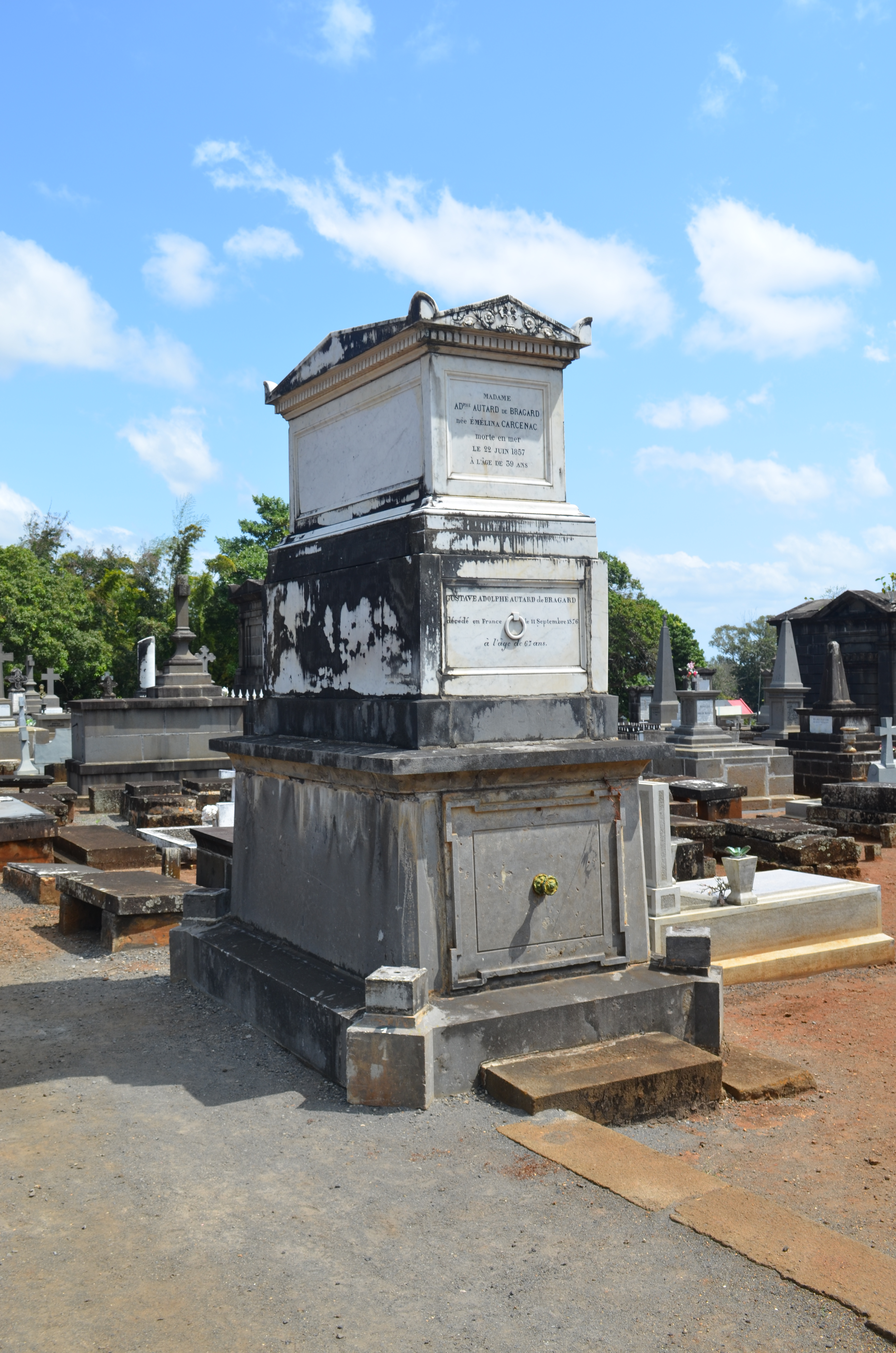
Tombe Emmelina (Marie Louise Antoniette Emelina) de Carcenac, épouse de Gustave Adolphe Autard de Bragard, la  "dame créole" de Charles Baudelaire